# Moneda andorrana
La moneda andorrana és de facto la moneda utilitzada als estats veïns, Espanya i França, ja que no disposa de moneda oficial. Actualment la moneda utilitzada és l'euro i anteriorment el franc francès i la pesseta espanyola.
L'any 2011 Andorra i la Unió Europea van realitzar un acord econòmic, en el qual, entre d'altres, es permet al Principat encunyar monedes d'euro andorranes. L'acord va entrar en vigor l'1 de març del 2012. Les monedes d'euro d'Andorra es van començar a emetre el 2015. També s'encunyen monedes commemoratives per a col·leccionisme sota la denominació de diners.

## Pessetes i francs
Fins al 2002 es van utilitzar dues monedes de valor fiduciari en el mercat de canvi sense emetre'n monedes ni bitllets de curs legal:
- El franc andorrà (ADF) amb una paritat lligada unilateralment al franc francès (1 ADF per 1 FRF).
- La pesseta andorrana (ADP) amb una paritat lligada unilateralment a la pesseta espanyola (1 ADP per 1 ESP).

Com a pràctica habitual tots els comerços presentaven els preus en ambdues monedes i les acceptaven indistintament. Els pressupostos del Consell General es feien en pessetes. Des del 1998, aquestes monedes fiduciàries feien la conversió en euros.

## Emissió de pessetes

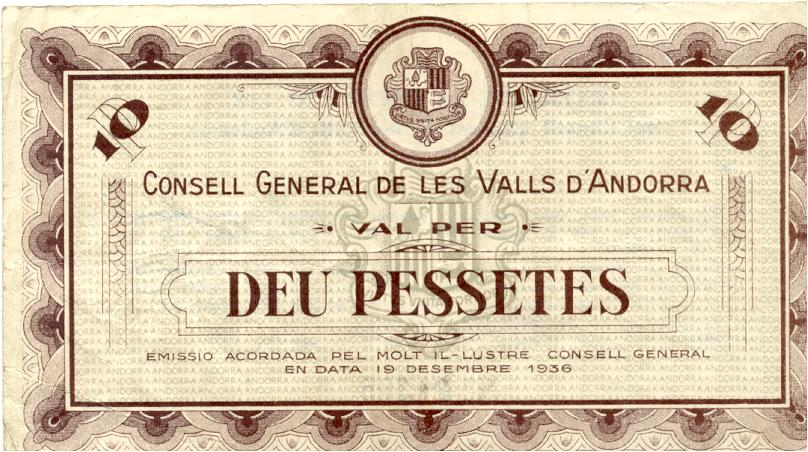
Bitllet de deu pessetes emés pel Consell General

Durant la Guerra Civil espanyola, i davant l'escassetat de moneda fraccionària, el Consell General de les Valls d'Andorra va considerar necessari imprimir paper moneda per primer i únic cop. Es tractava de bitllets per a la circulació interna al principat que representaven vals pel valor de petites fraccions de bitllets del Banc d'Espanya de vint-i-cinc pessetes i superiors. Els bitllets es van fer imprimir a Tolosa de Llenguadoc.
Se'n van fer dues sèries. La primera sèrie, impresa en color blau, incorporava bitllets d'una pesseta, dues pessetes, cinc pessetes i deu pessetes. Posteriorment entrà en circulació una nova sèrie de color marró, amb valors de cinquanta cèntims i d'una, dues, cinc i deu pessetes.

## Euro
El 2002, les monedes i bitllets de pessetes i francs francesos es van substituir per euros seguint els termes i el calendari propis de cadascuna de les divises. L'euro es va convertir en la nova moneda de facto d'Andorra, encara que el Principat no disposa de cap acord monetari bilateral, ni amb França o Espanya ni amb la Unió Europea. No obstant això, Andorra col·labora amb les autoritats monetàries de la Unió per a aplicar les normes de protecció contra el frau, facilitar les transaccions bancàries i publicar els estats de comptes en euros.
El 15 de juliol del 2003 el Principat va demanar formalment la celebració d'un acord monetari amb la Unió Europea. El Consell de la Unió Europea ha emès el dictamen 2004/548/CE on reconeix la utilització de facto de l'euro i autoritza al Comitè Econòmic i Financer a iniciar les negociacions. Queda oberta la possibilitat que Andorra pugui emetre els seus propis euros i no queda tancada la possibilitat de seguir emetent els diners commemoratius.
El 2011 va entrar en vigor un nou acord que establia l'oficialitat de la moneda d'euro al principat i s'ha acordat que Andorra emetrà monedes d'euro a partir del 2014. L'acord permetrà emetre uns 2,5 milions d'euros en monedes, un 20% de les quals s'encunyaran per als col·leccionistes. La setmana del 19 de setembre del 2014 es van començar a distribuir en el mercat els primers euros andorrans. Cada ciutadà va poder adquirir una mostra de cèntims i euros de 2 i 1 per 3,88 € (que és el valor total del pac de monedes) com a col·lecció. Les monedes ja havien d'haver estat posades en circulació al mes de maig, però per evitar que la massa monetària quedés reclusa únicament al col·leccionisme, fet que afectava la posada en circulació (situació que només passa en petits països; el fet d'aconseguir moneda d'un petit país augmenta el valor en el mercat col·leccionista perquè normalment un petit país no té moneda pròpia).

## Diner

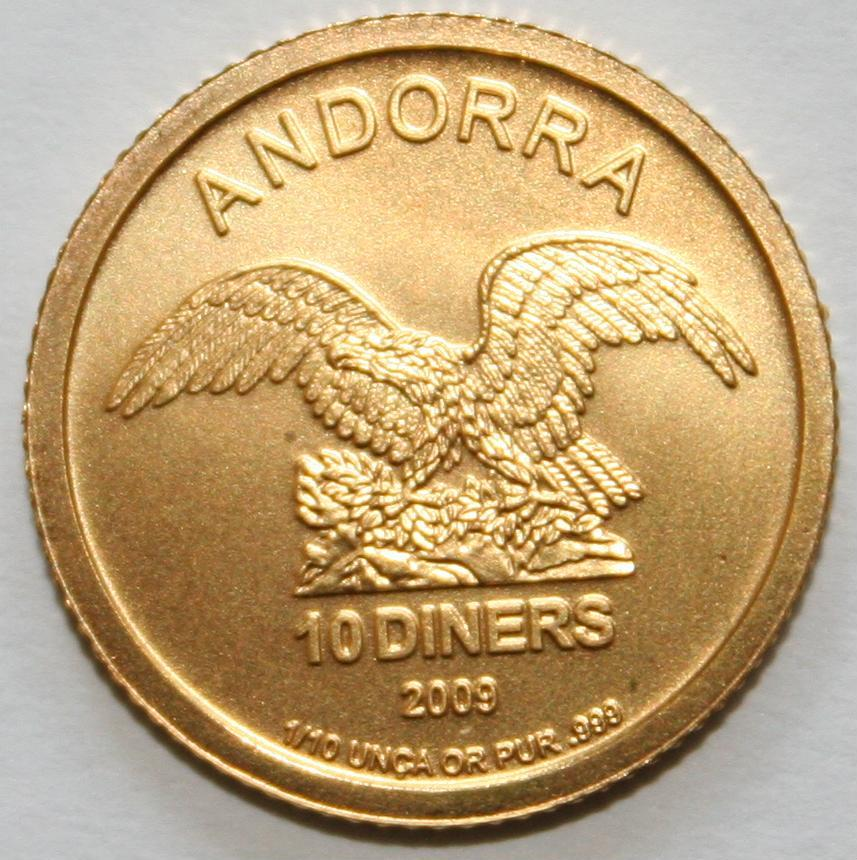
Anvers de la moneda de 10 diners d'or del 2009

El Servei d'Emissions de la Vegueria Episcopal ha emès, des del 1977, unes sèries de peces de moneda sense valor legal amb un valor facial de diner. Anteriorment hi havia hagut algunes emissions privades. Un diner andorrà (ADD) està dividit en 100 cèntims i el valor de referència, sense valor de canvi, era o bé de 100 pessetes o bé de 5 francs francesos (unes 125 pessetes).
El 1998 és el Consell General qui emet per primer cop una sèrie de diners per a commemorar el 250 aniversari del Manual Digest.
El seu valor només és per a col·leccionistes, donat el poc tiratge de les emissions. S'han emès monedes de plata, d'or i bimetàl·liques. El motiu més reproduït és la figura de Carlemany, figura de significat europeu, per la qual cosa s'esperava que també fos representat a les primeres monedes d'euros que encunyés Andorra, cosa que finalment no succeí i es va optar per altres motius.